# Lane Tietgen
Lane Tietgen (* 1946? in Topeka, Kansas; † 7. Juli 2020) war ein US-amerikanischer Lyriker, Komponist, Sänger, Gitarrist und Bassist (vornehmlich E-Bass).

## Leben und Wirken
Außerhalb der Vereinigten Staaten sind vor allem zwei seiner Lieder bekannt: Captain Bobby Stout gecovert von der Manfred Mann’s Earth Band auf deren erfolgreichem, gleichnamigem Debütalbum, der es als einziger Song der Platte langfristig in die Live-Setlist der Band schaffte, und Martha’s Madman, ein Lied, das auf der erfolgreichsten Platte der Earth Band, Watch, veröffentlicht wurde und ihr einen jahrzehntelangen Konzert-Klassiker lieferte.
Zu Beginn seiner Karriere schuf er die Songs für die Folkband Serfs, für die er auch Gitarre spielte. Die Serfs waren besonders im Bereich ihres Heimatstaates Kansas und in dessen Nachbarstaaten erfolgreich und wurden 44 Jahre später, 2009, auch in die Kansas Music Hall of Fame aufgenommen.
Im Jahr 1970 nahm Jerry Hahn mit seiner Blues-Jazz-Rock-Band The Jerry Hahn Brotherhood mit den Musikern Mike Finnigan, Clyde Graves und George Marsh die gleichnamige Schallplatte mit sieben Liedern von Lane Tietgen auf, einschließlich Captain Bobby Stout und Martha’s Madman.
Im Jahr 1994 nahm Ringo Starr Tietgens Lied Red and Black Blues als Bonus-Lied in seine CD Stop and Smell the Roses auf.
Lane Tietgen trat regelmäßig live als Folksänger und Gitarrist in Musiklokalen auf.
2006 verwendete Ice Cube eine Melodie von Lane Tietgen für sein Lied Click, Clack – Get Back! auf der CD Laugh Now, Cry Later.
Im Jahr 2009 veröffentlichte Lane Tietgen sein Album Wheels of Fortune mit ausschließlich eigenen Liedern.

## Diskografie
Auswahl

### The Jerry Hahn Brotherhood
Sieben der zehn Lieder stammen aus der Feder von Lane Tietgen:
- 1. Martha’s Madman
- 2. Early Bird Cafe
- 3. One Man Woman
- 6. Time’s Caught Up With You
- 7. Thursday Thing
- 8. What I Gave Away
- 10. Captain Bobby Stout

### Lane Tietgen: Wheels of Fortune
Folk-Rockplatte von Lane Tietgen, veröffentlicht 2009
Lieder
1. Wheel of Fortune
2. Deep Waters of the Heart
3. Sweet Alchemy
4. Some Call It Evil
5. My Heart’s One Desire
6. Love And Redemption
7. Raindrops On the Page
8. Eight-Ball Blues
9. Mama Bring That Good Thing Over Here
10. MLK Riot 1968

Künstler
- Lane Tietgen: Komponist, Leitender Produzent, Akkordeon, Bass, Akustikgitarre, Mundharmonika, Horn Arrangements, Mandoline, Orgel, Slide Guitar, Posaune, Gesang, Wah-Wah-Gitarre
- Adam „Bagel“ Berkowitz: Mitproduzent, Toningenieur, Schlagzeug, Trommeln, Mischen
- Stephen Hart: Mastering[11]